# Lonely Hearts (Angel)
Lonely hearts es el segundo episodio de la primera temporada de la serie de televisión Angel. El episodio es conocido en América Latina como Un corazón solitario, mientras que en España como Corazones solitarios. Su estreno fue el 12 de octubre de 1999.

## Argumento
Estando solo en su oficina, Doyle llega y trata de animar al vampiro para que salir debido a que es viernes en la noche. Angel desiste y en ese momento llega cordelia con las tarjetas de presentaciones con una peculiar silueta de un Ángel, los dos no saben reconocerla y enfurecen a Cordelia quien golpea a Doyle. El mestizo comienza a tener una visión de una discoteca, ocasionando que Ángel apruebe irónicamente la propuesta de Doyle para salir a divertirse. 
En el bar D´Oblique un misterioso hombre llamado Kevin comienza a coquetear con una chica llamada Sharon. Al bar llegan Cordelia, Angel y Doyle quienes comienzan a interrogar a las personas por separado. En medio de la investigación Ángel establece contacto con Kate una chica joven y solitaria, con quien tiene una gran conexión pero la charla es interrumpida por Doyle quien comienza a pelearse con par de jóvenes que ofendieron a Cordelia. 
En otra habitación Sharon y Kenvin acaban de hacer el amor. Sharon desea irse pero Kevin la retiene por un momento. De regreso al bar Ángel, Cordelia y Doyle se preguntan si de veras alguien necesitaba ser salvado. Al día siguiente Sharon se viste y se va, dejando atrás el cadáver de kevin. En Investigaciones Angel, el grupo investigan sobre el bar y descubren un artículo sobre una mujer desaparecida y un hombre muerto hace algunas semanas, quienes fueron vistos por última vez en el bar. 
El grupo concluye que el responsable es un demonio que solo caza a gente soltera y joven que asiste al D´Oblique. En el bar Sharon vestida un poco más atrevida comienza a coquetear con un chico distinto hasta que lo lleva a la cama hacer el amor. Entrevistando al cantinero y a un exnovio de Sharon. Ángel consigue la dirección de Sharon y sale corriendo a su hogar. 
Sharon persuade a su pareja de voltearse y al hacerlo la rubia libera una espantosa criatura de su pecho que atraviesa la espalda del chico. Ángel atraviesa la puerta pero ya es tarde, el demonio ahora bajo el control del cuerpo del joven le explica que no va a detenerse de matar y usurpar cuerpos hasta conseguir el adecuado. Los dos comienzan a pelear, pero el demonio escapa y al poco tiempo llega Kate que se sorprende por ver a Ángel en el departamento. Ángel trata de razonar con Kate pero esta toma su pistola y le enseña su placa revelándose que en realidad es una policía y que ha estado asistiendo al bar en busca del asesino de solteros. Al encontrar a Ángel, Kate cree que el vampiro es el asesino y se dispone a capturarlo pero Ángel escapa. 
En el departamento de Cordelia, Ángel les explica a la dueña y a Doyle la clase de demonio que es el asesino, además de avisarles que Kate es una policía que sospecha que él es el asesino. Ángel se compromete a cazar al demonio y destruirlo lo más antes posible antes de que sea muy tarde. El proceso toma varios días y Ángel no identifica al demonio quien ha ido cambiando de cuerpos constantemente, mientras que Kate por otra parte comienza allanar las propiedades de Ángel en busca de evidencia. 
Cordelia y Doyle le explican a Ángel las debilidades del demonio cosa que no ayudan mucho a la investigación. Ángel decide recurrir a la ayuda de Kate para atrapar al demonio. Pero la policía desconfía por completo de Ángel, aunque acepta la propuesta de asistir al bar para encontrarse con el.  Kate recurre a la ayuda del cantinero para interceptar a Ángel. Inesperadamente un joven apuesto comienza a coquetear con Kate, pero antes de llegar a algo, son interrumpidos por el cantinero quien tienen noticias del sospechoso. Kate va hasta donde la lleva al cantinero, una vez solo el hombre la pone fuera de combate, revelándose que el demonio ahora habita en el y comienza a prepararse para poseer a la policía. 
Antes de cumplir su cometido Ángel aparece y salva a Kate combatiendo con el endemoniado cantinero que consigue encerrarlo a él junto a la policía en el sótano del bar, mientras trata inultamente usurpar el cuerpo de una mujer. Dado que el cuerpo del cantinero comienza a demacrarse con el demonio adentro, el demonio aleja más a sus víctimas que acercarlas. Angel y Kate escapan y comienzan a buscar al asesino. El demonio atrapa a una mujer y la arrastra al callejón esperando cambiar de cuerpo a la fuerza, pero es detenido por Ángel y pelean nuevamente. El demonio se incendia por aterrizar junto a la fogata callejera de unos indigentes y comienza a morir. Con las pocas fuerzas que le quedan trata de asesinar a un débil y herido Ángel, pero el endemoniado cantinero es rematado por Kate. 
Con el asesino muerto, Ángel finalmente puede demostrarle su inocencia a Kate quien se disculpa con Ángel y cree que el cantinera era el asesino de solteros. El vampiro se retira y va a sus oficinas donde le hace la propuesta a Doyle y Cordelia de salir y divertirse. Pero es negada por los dos, quienes prefieren irse a casa y dejar a Ángel disfrutar de la soledad en la oscuridad como siempre lo hace.

## Producción

### Reparto
- David Boreanaz como Angel.
- Charisma Carpenter como Cordelia Chase.
- Glenn Quinn como Allen Francis Doyle.

### Reparto Secundario
- Elisabeth Röhm como Kate Lockley.
- Lillian Birdsell como Sharon Richler.
- Obi Ndefo como el cantinero.
- Derek Hughes como Neil.
- Johnny Messner como Kevin.
- Jennifer Tung como la cita de Neil.
- Tracey Stone como una hermosa joven.
- David Nisic como chico peleonero.
- Ken Rush as chico.
- Connor Kelly como Regular.